# Gran Premi de França del 2003
Resultats del Gran Premi de França de Fórmula 1 de la temporada 2003, disputat al circuit de Nevers Magny-Cours el 6 de juliol del 2003.

## Resultats

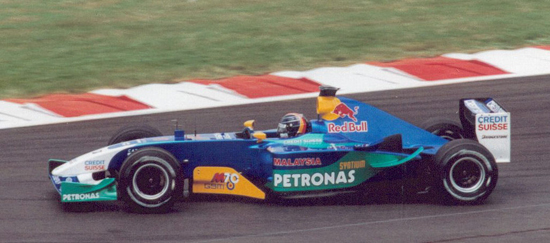
Heinz-Harald Frentzen amb Sauber al GP de França'03

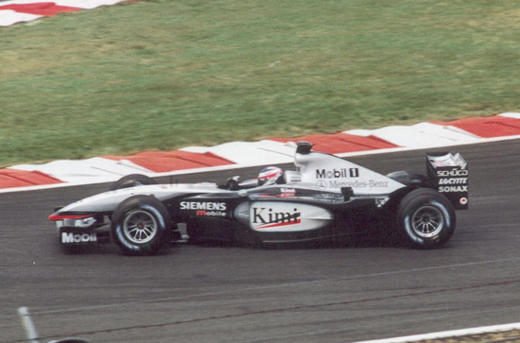
Raikkonen amb Mclaren al GP de França'03

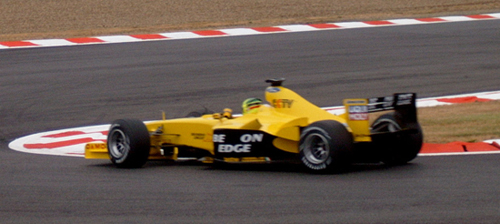
Ralph Firman amb Jordan al GP de França'03

| Pos | No | Pilot                 | Equip              | Voltes | Temps/ Retirada | Pos. de sortida | Punts |
| --- | -- | --------------------- | ------------------ | ------ | --------------- | --------------- | ----- |
| 1   | 4  | Ralf Schumacher       | Williams - BMW     | 70     | 1h 30' 49. 213  | 1               | 10    |
| 2   | 3  | Juan Pablo Montoya    | Williams - BMW     | 70     | + 13.813 s      | 2               | 8     |
| 3   | 1  | Michael Schumacher    | Ferrari            | 70     | + 19.568 s      | 3               | 6     |
| 4   | 6  | Kimi Räikkönen        | McLaren - Mercedes | 70     | + 38.047 s      | 4               | 5     |
| 5   | 5  | David Coulthard       | McLaren - Mercedes | 70     | + 40.289 s      | 5               | 4     |
| 6   | 14 | Mark Webber           | Jaguar - Cosworth  | 70     | + 66.380 s      | 9               | 3     |
| 7   | 2  | Rubens Barrichello    | Ferrari            | 69     | + 1 Volta       | 8               | 2     |
| 8   | 20 | Olivier Panis         | Toyota             | 69     | + 1 Volta       | 10              | 1     |
| 9   | 16 | Jacques Villeneuve    | BAR - Honda        | 69     | + 1 Volta       | 12              |       |
| 10  | 15 | Antônio Pizzonia      | Jaguar - Cosworth  | 69     | + 1 Volta       | 11              |       |
| 11  | 21 | Cristiano da Matta    | Toyota             | 69     | + 1 Volta       | 13              |       |
| 12  | 10 | Heinz-Harald Frentzen | Sauber - Petronas  | 68     | + 2 Voltes      | 16              |       |
| 13  | 9  | Nick Heidfeld         | Sauber - Petronas  | 68     | + 2 Voltes      | 15              |       |
| 14  | 18 | Justin Wilson         | Minardi - Cosworth | 67     | + 3 Voltes      | 20              |       |
| 15  | 12 | Ralph Firman          | Jordan - Ford      | 67     | + 3 Voltes      | 18              |       |
| 16  | 19 | Jos Verstappen        | Minardi - Cosworth | 66     | + 4 Voltes      | 19              |       |
| Ret | 7  | Jarno Trulli          | Renault            | 45     | Motor           | 6               |       |
| Ret | 8  | Fernando Alonso       | Renault            | 43     | Motor           | 7               |       |
| Ret | 11 | Giancarlo Fisichella  | Jordan - Ford      | 42     | Motor           | 17              |       |
| Ret | 17 | Jenson Button         | BAR - Honda        | 23     | Combustible     | 14              |       |

## Altres
- Pole: Ralf Schumacher Ralf Schumacher 1' 15. 019

- Volta ràpida: Juan Pablo Montoya 1' 15. 512 (a la volta 32)